# Герб Ангильи
Герб Ангильи (англ. Coat of arms of Anguilla) — официальный символ Ангильи. Был утверждён в 1980 году.
Герб состоит из трёх дельфинов, прыгающих по морю. Эти три дельфина окрашены в оранжевый цвет и символизируют собою выносливость, единство и силу, притом изображены они в замкнутом, непрерывном кругу. Белый фон — символ мира и спокойствия; бирюзово-синяя основа, в свою очередь, символизирует окружающее остров Карибское море, а также веру, надежду и молодость. Герб также изображён на флаге Ангильи. 
До нынешнего герба существовал ещё один герб территории, принятый в конце 1967 года.